# Maximering van het aftrektarief voor bepaalde grondslagverminderende posten
De maximering van het aftrektarief voor bepaalde grondslagverminderende posten, ook tariefmaatregel grondslagverminderende posten genoemd, is een regeling in de Wet inkomstenbelasting 2001, die wordt toegepast op de ondernemersaftrek, de mkb-winstvrijstelling, de terbeschikkingstellingsvrijstelling, de aftrekbare kosten met betrekking tot een eigen woning en de persoonsgebonden aftrek.
Deze komt neer op het instellen van een maximaal aftrektarief dat lager is dan het tarief in de laatste schijf van box 1, en niet lager dan het tarief in de voorlaatste schijf; vanaf 2023 is het maximale aftrektarief gelijk aan het tarief in de voorlaatste schijf. Artikel 10.2a IB zorgt er vanaf 2023 voor dat bij het begin van het kalenderjaar het in artikel 2.10, tweede lid vermelde percentage (het percentage extra belasting over de aftrekbare kosten in de laatste schijf dat het overschrijden van het maximale aftrektarief compenseert) steeds gelijk wordt gemaakt aan het verschil tussen het tarief van de laatste en dat van de voorlaatste schijf.
Het tarief in de laatste schijf (49,5%), verminderd met het maximale aftrektarief (2022:40%; 2023:36,93%; 2024:36,97%; 2025:37,48%) is het heffingstarief voor in de laatste schijf afgetrokken inkomen (2022:9,5%; 2023:12,57%; 2024:12,53%; 2025:12,02%).

## Systeem
Een schijventarief wordt gegeven door een marginaal tarief als functie van inkomen. Bij maximering van het aftrektarief wordt het gewone schijventarief gesplitst in twee schijventarieven:
- een gereduceerd tarief voor afgetrokken inkomen, bijvoorbeeld besteed aan kosten met beperkte aftrekbaarheid: in de laatste schijf het speciale tarief, in de overige het nultarief
- een aftrektarief: het gewone schijventarief met het tarief van de laatste schijf vervangen door het maximale aftrektarief

Als A het inkomen is na aftrek van alle aftrekposten, inclusief die met beperkte aftrekbaarheid, en B het bedrag van de kosten met beperkte aftrekbaarheid, dan is de belasting de uitkomst van toepassing van het gewone schijventarief over het inkomensinterval [0,A] (zie toepassing van een schijventarief over een interval), vermeerderd met de uitkomst van toepassing van het gereduceerde schijventarief over het inkomensinterval [A,A+B]. Het eerste belastingbedrag is dat wat zou gelden bij volledige aftrekbaarheid.
Het verschil tussen het gewone en gereduceerde schijventarief is een schijventarief gegeven door het aftrektarief als functie van inkomen. De Memorie van Toelichting spreekt over het aangepaste tarief (niet te verwarren met het bovengenoemde speciale tarief). De belasting kan ook worden berekend als de uitkomst van het toepassen van het gewone schijventarief over het inkomensinterval [0,A+B], verminderd met de uitkomst van het toepassen van het aftrektarief over het inkomensinterval [A,A+B]. Het eerste is de belasting zonder aftrekpost, het tweede de belastingvermindering.
Het gereduceerde schijventarief ligt tussen het nultarief (dat zou corresponderen met normale aftrekbaarheid) en het gewone schijventarief (dat zou corresponderen met niet aftrekbaar zijn).
Nog weer een andere manier van berekenen: de belasting is het aftrektarief over een inkomen A plus het gereduceerde tarief over een inkomen A+B.

## Uitwerking
Het gereduceerde marginale tarief is nul in elke schijf, behalve de laatste. De extra belasting is dus het gereduceerde marginale tarief in de laatste schijf, berekend over het deel van inkomensinterval [A,A+B] dat in de laatste schijf valt. Als we het begininkomen van de laatste schijf C noemen dan is er alleen extra belasting als A+B groter is dan C, en wordt deze dan berekend over A+B verminderd met de grootste van de waarden A en C; anders gezegd: deze wordt dan berekend over A+B-C, maar over niet meer dan B.

## Wetstechnische vormgeving
Het speciale tarief is het tarief in de laatste schijf, verminderd met het maximale aftrektarief. Er wordt bepaald dat indien bij het bepalen van het belastbare inkomen in box 1 een of meer van de bepaalde grondslagverminderende posten zijn toegepast, de belasting in box 1 het op de traditionele wijze berekende bedrag is, vermeerderd met het speciale tarief, toegepast op het bedrag waarmee de som van het belastbare inkomen in box 1 en het bedrag van de betreffende aftrek, het begininkomen van de laatste schijf te boven gaat (dit is het deel van inkomensinterval [0,A+B] dat in de laatste schijf valt), maar ten hoogste met het speciale tarief, toegepast op de in aftrek gebrachte kosten.

## Terminologie, verzamelinkomen
Het belastbare inkomen wordt door het beperken van de aftrekbaarheid niet hoger, dus het verzamelinkomen ook niet. Het inkomen waarover een gereduceerd belastingtarief verschuldigd is, telt daarbij dus niet mee. De belasting op het belastbare inkomen is echter niet alleen afhankelijk van het belastbare inkomen, maar ook van de posten met maximering van het aftrektarief. Men kan zelfs inkomstenbelasting verschuldigd zijn als het verzamelinkomen nul is.